# Liacouras Center
El Liacouras Center es un estadio de varios deportes, propiedad de la Universidad de Temple. Está situado en el norte de Filadelfia, en el campus principal de la Universidad de Temple. Está en la calle 1776 N Broad St, Filadelfia, PA 19121. Fue abierto el 11 de noviembre de 1997. En el estadio juegan los Temple Owls, equipo de la Universidad de Temple.